# NGC 7365
NGC 7365 é uma galáxia elíptica (E-S0) localizada na direcção da constelação de Aquarius. Possui uma declinação de -19° 57' 06" e uma ascensão recta de 22 horas, 45 minutos e 10,0 segundos.
A galáxia NGC 7365 foi descoberta em 1886 por Frank Leavenworth.